# Occidente del Atlántico (Colombia)
Occidente o Costera es una de las cinco subdivisiones del departamento colombiano del Atlántico. Se ubica en el occidente del departamento y está integrada por los siguientes 3 municipios:
| Bandera | Nombre         | Altitud (m s. n. m.) | Temperatura promedio (°C) | Área (km²) | Habitantes (2022) | Año de fundación |
| ------- | -------------- | -------------------- | ------------------------- | ---------- | ----------------- | ---------------- |
|         | Juan de Acosta | 80                   | 29                        | 127        | 23 131            | 1606             |
|         | Piojó          | 314                  | 26                        | 258        | 7 207             | 1533             |
|         | Tubará         | 203                  | 27                        | 176        | 18 955            | 1533             |

Hasta el año 2010 el municipio de Usiacurí pertenecía a la subregión, pero luego fue asignada a la subregión del Centro.